# エト・デ・フーイ
エドゥアルト・”エト”・フランシスクス・デ・フーイ（Eduard "Ed" Franciscus de Goeij, 1966年12月20日 - ）は、オランダ・ゴーダ出身の元同国代表サッカー選手。現役時代のポジションはゴールキーパー。

## クラブ経歴
スパルタ・ロッテルダムの下部組織出身。1990年に同じロッテルダムに本拠地を置くライバルのフェイエノールトへ移籍。一見派手なスーパーセーブこそ少ないが、的確な判断とミスの少ない安定したプレーが特徴の堅実な選手で、素早く正確なスローによるフィードも特徴のひとつであり、1992-93シーズンはエールディヴィジとオランダ・カップの2冠を獲得したが、それ以外の年は当時欧州列強の一角だったアヤックスとPSVの前に埋没することが多かった。
1997年にイングランドに渡り、チェルシーへ加入。すぐポジションを掴んだが2000年になるとカルロ・クディチーニにポジションを奪われてしまった。2003年に当時ディビジョン1（2部）のストークへ移籍。
2006年に現役を引退し、古巣チェルシーとQPRを経て2010年からRKCヴァールヴァイクのGKコーチを務める。

## 代表経歴
オランダ代表では、1994アメリカW杯・EURO96・1998フランスW杯・EURO2000に出場。アメリカW杯では正GKとして全試合に出場したが、準々決勝でブラジルに2-3で敗れ姿を消した。その後の3大会ではエドウィン・ファン・デル・サールの控えに甘んじ、出場機会には恵まれなかった。

## 所属クラブ
- スパルタ・ロッテルダム 1985-1990
- フェイエノールト 1990-1997
- チェルシー 1997-2003
- ストーク 2003-2006

## 代表歴

### 出場大会
- オランダ代表
  - 1994 FIFAワールドカップ (ベスト8)
  - 1998 FIFAワールドカップ (ベスト4)

### 試合数
- 国際Aマッチ 31試合 0得点（1992年-1998年）[2]

| オランダ代表 | 国際Aマッチ | 国際Aマッチ |
| 年           | 出場        | 得点        |
| ------------ | ----------- | ----------- |
| 1992         | 1           | 0           |
| 1993         | 7           | 0           |
| 1994         | 15          | 0           |
| 1995         | 4           | 0           |
| 1996         | 1           | 0           |
| 1997         | 1           | 0           |
| 1998         | 2           | 0           |
| 通算         | 31          | 0           |